# St. Philippus und Jakobus (Speicher)

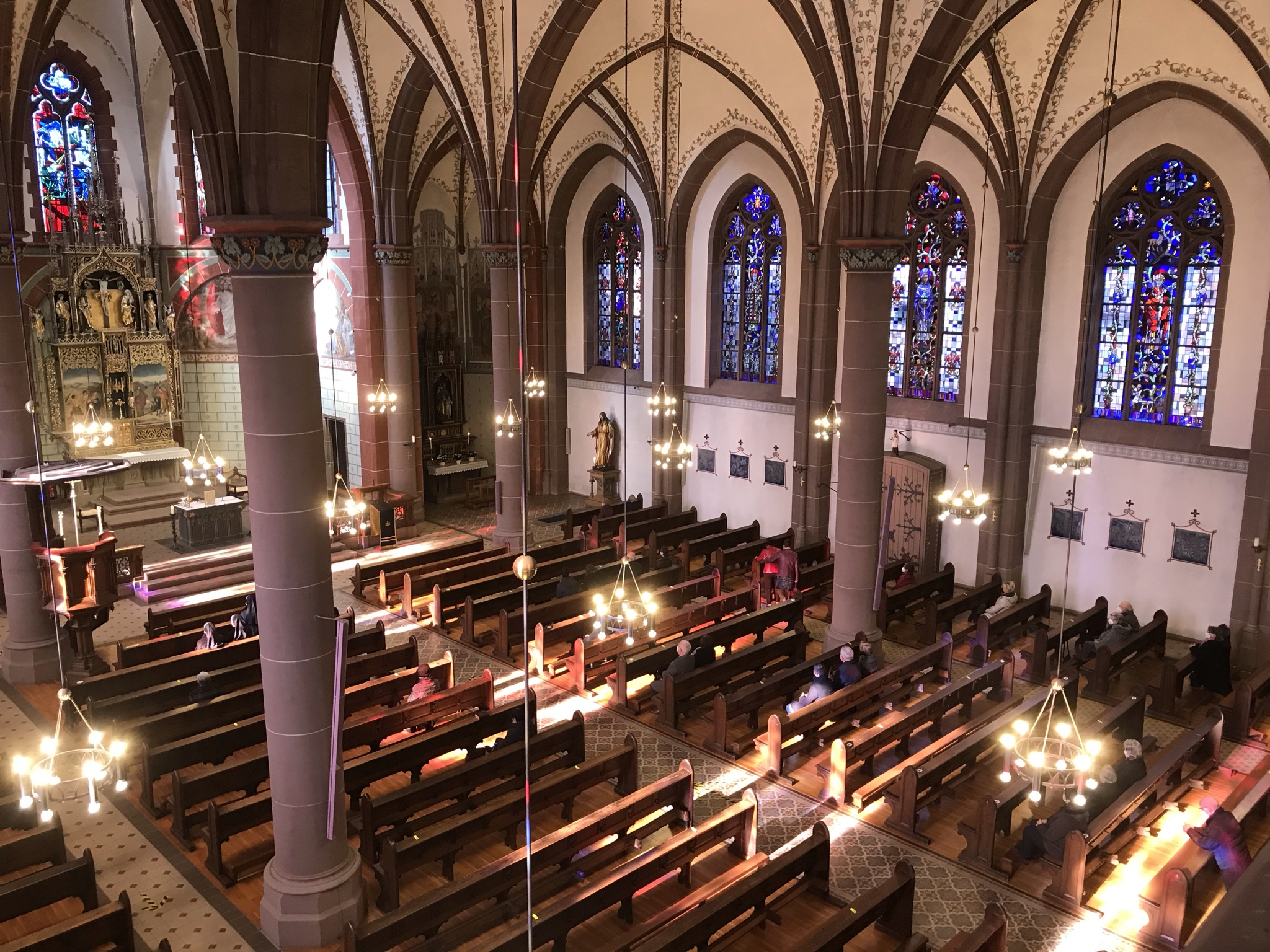

Die Katholische Pfarrkirche St. Philippus und Jakobus ist eine Kirche in der rheinland-pfälzischen Stadt Speicher in der Eifel, die von 1895 bis 1896 durch den Dombaumeister Reinhold Wirtz errichtet wurde.

## Geschichte
Mit dem Bau der neugotischen Kirche wurde 1895 an der Stelle der alten Kirche von 1774 begonnen. Der erste Plan wurde verworfen, weil er zwei Türme vorsah und laut Plan die Kirche dann für die vorgesehene Breite nicht tief genug gewesen wäre. Die heutige dreischiffige Kirche ist ca. 25 m breit und 50 m lang; der Turm erreicht eine Höhe von rund 70 Metern.
1944 zerstörte eine 20-Zentner-Bombe große Teile der linken Seitenwand, es folgten weitere Angriffe auf Speicher, bei denen die Pfarrkirche in Mitleidenschaft gezogen wurde. Ab 1949 fanden Wiederaufbauarbeiten statt.

## Ausstattung

### Hochaltar

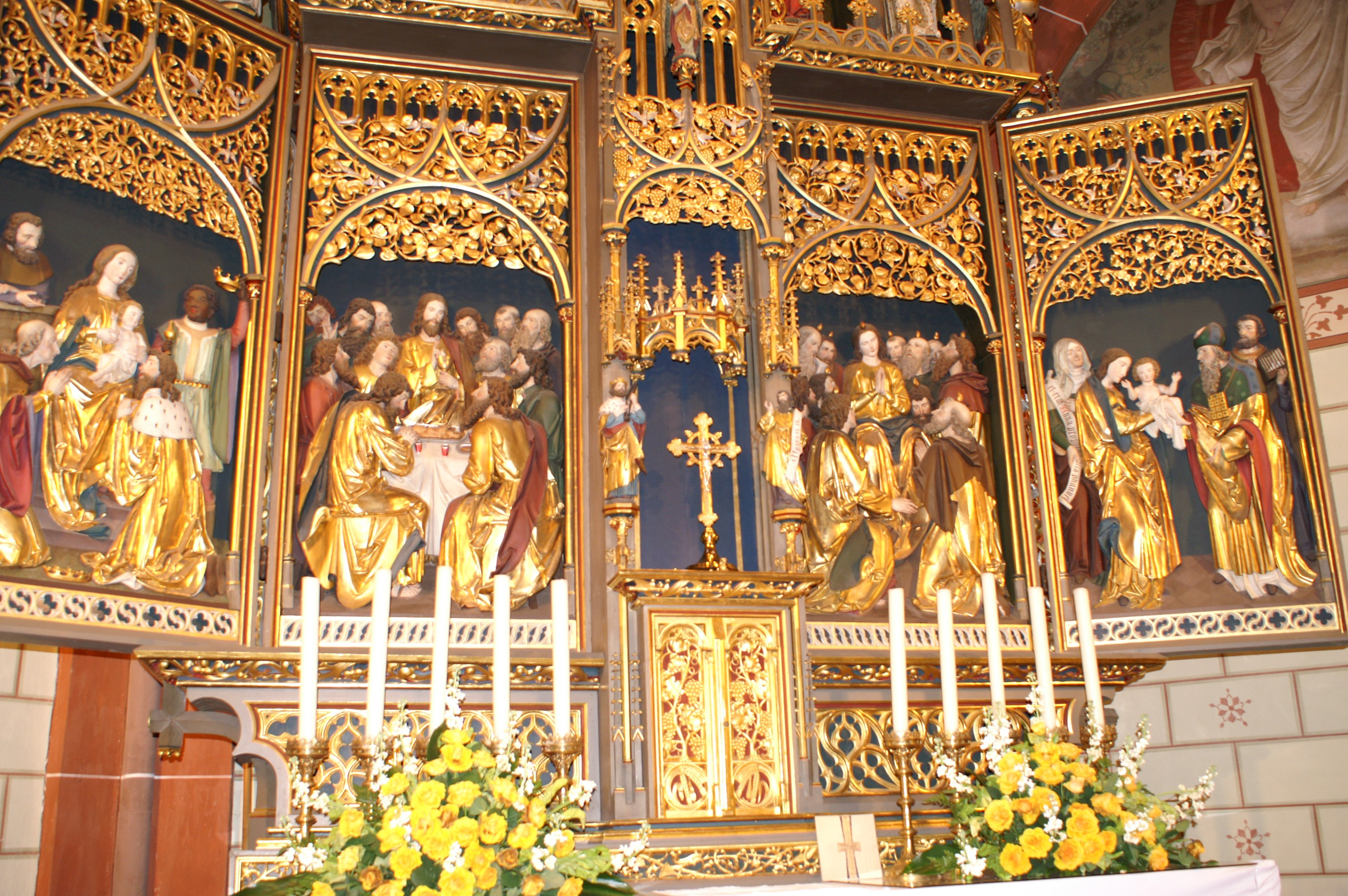
Hochaltar

Herausragend ist der 13 m hohe neugotische Flügelaltar von 1911. Die mehr als fünfzig aus Holz geschnitzten Figuren stellen Begebenheiten aus dem Leben Jesu und der Kirche dar. Reichgeschnitzte Ornamente, Kapitelle, Fialen und Kreuzblumen geben dem Altar eine besondere Pracht.

### Seitenaltäre
1991 erhielt die Kirche den heutigen Marienaltar, welcher das linke Seitenschiff krönt. Der heutige Josefsaltar auf der rechten Seite wurde 1995 aufgestellt.

### Fenster
Die in Art und Sinn einmaligen Fenster der Kirche zeigen die Geschichte der Pfarrei, Gnaden- und Wallfahrtsstätten der Speicherer und Haupterwerbszweige in Speicher um die Jahrhundertwende.

## Orgeln

### Hauptorgel

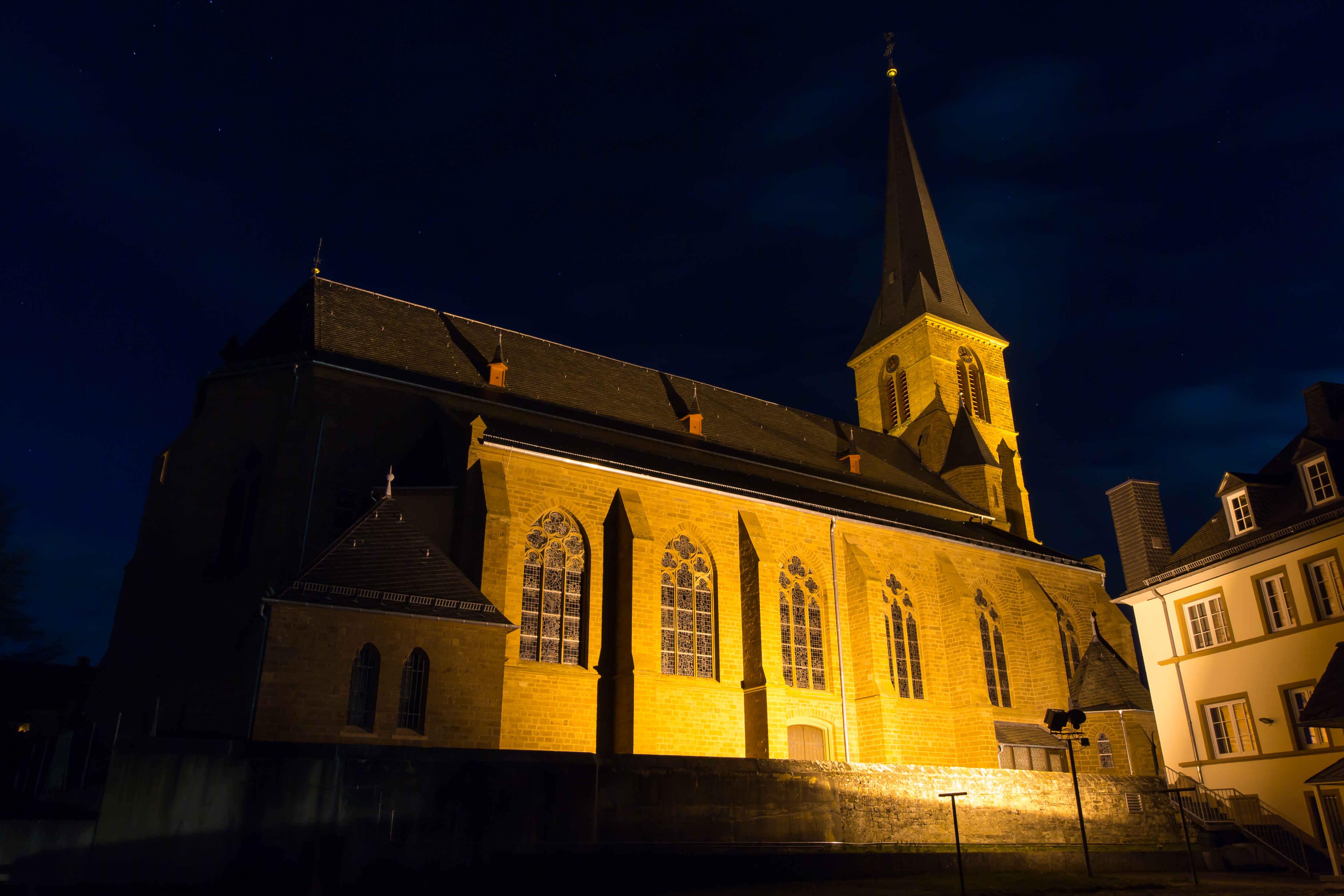
Die Pfarrkirche bei Nacht

1903, sieben Jahre nach der Weihe, erhielt die Kirche die heute noch nahezu im Ursprungszustand vorhandene pneumatische Orgel der Firma Johannes Klais in Bonn.
Das äußerlich dem Baustil der Kirche vorzüglich angepasste Werk hatte ursprünglich mit Haupt-, Ober- und Pedalwerk die typisch zeitgemäße, romantisierende Disposition und überstand dank der Diplomatie des damaligen Pfarrers die obligatorische Pfeifenabgabe des Ersten Weltkrieges unbehelligt. Dafür zog jedoch der Zweite Weltkrieg die Orgel mit der Kirche in Mitleidenschaft, sodass sie 1950 von der Firma Klais abgebaut und in der Bonner Werkstatt renoviert werden musste. Dabei wurde auch die Disposition den neuen Klangvorstellungen entsprechend abgeändert. Im Frühjahr 1977 überholte der Wittlicher Orgelbaumeister Gustav Cartellieri das Werk und erneuerte die Trompete. 1992 erfolgte eine Generalrestauration durch die Erbauerfirma; 2023 erfolgte eine Restaurierung auf den originalen Zustand. 
Die Orgel umfasst 24 Register auf zwei Manualwerken und Pedal. Die heutige Disposition lautet wie im Jahre 1903:
| I. Manual C–f3 |     |
| Bourdun        | 16′ |
| Principal      | 8′  |
| Gemshorn       | 8′  |
| Viola di Gamba | 8′  |
| Flauto Major   | 8′  |
| Dolce          | 8′  |
| Octave         | 4′  |
| Rohrflöte      | 4′  |
| Octavflöte     | 2′  |
| Mixtur III–IV  |     |
| Trompete       | 8′  |

| II. Manual C–f3  |     |
| Lieblich Gedackt | 16′ |
| Geigenprincipal  | 8′  |
| Harmonieflöte    | 8′  |
| Salicional       | 8′  |
| Aeoline          | 8′  |
| Vox coelestis    | 8′  |
| Flauto Traverso  | 4′  |

| Pedal C–d1 |     |
| Subbass    | 16′ |
| Salicet    | 16′ |
| Violon     | 16′ |
| Octave     | 8′  |
| Cello      | 8′  |
| Posaune    | 16′ |

- Koppeln: I/I (Super), II/I, II/I (Sub), I/P, II/P, P/P (Super)
- Spielhilfen: 1 freie Kombination, Piano, Mezzoforte, Forte, Tutti, Pianopedal, Rohrwerkabsteller, Crescendotritt

### Chororgel
Neben der großen Orgel steht ein Positiv von vier Registern des Trierer Orgelbauer Oehms in der Kirche.

## Glocken

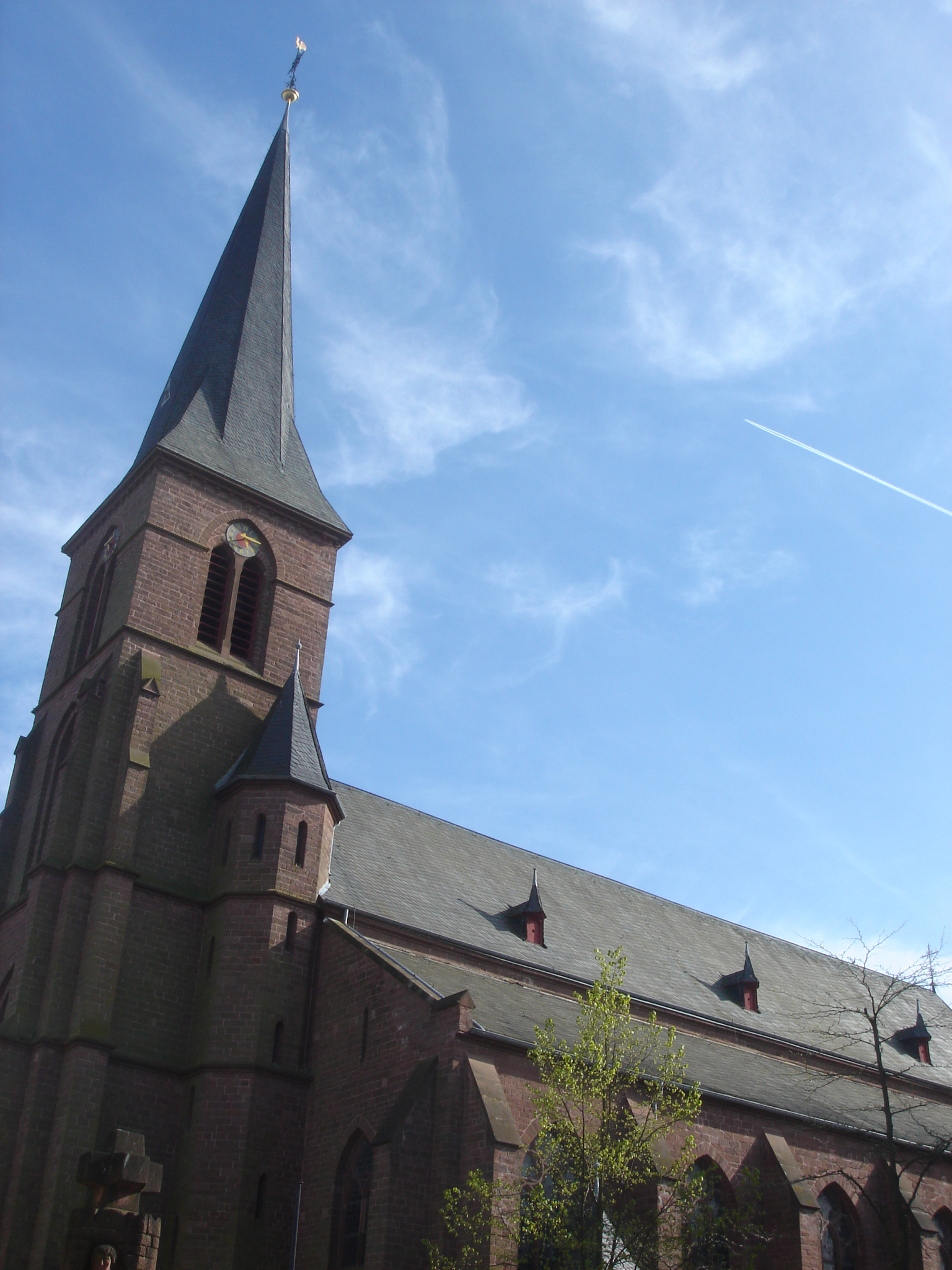

Das Glockengeläute der Pfarrkirche umfasst vier Glocken aus dem Jahr 1947. Alle Glocken wiegen zusammen 86 Zentner.
St.-Johannes Glocke,
8 Zentner, geweiht am 19. Oktober 1947
Inschrift:
Heiliger Johannes, schütze Leut und Land,
den Hirten und die Herde
St.-Nikolaus-Glocke,
14 Zentner, geweiht am 19. Oktober 1947
Inschrift:
Durch Sturm und Riff
lenk unser Schiff
zum selgen Strand,
zum Heimatland
zum Vaterhaus, St. Nikolaus
St.-Michael-Glocke,
22 Zentner, geweiht am 19. Oktober 1947
Inschrift:
Alle, die Gott zugetan,
lenke Du doch himmelan!
Marien-Glocke,
42 Zentner, geweiht am 14. Dezember 1947
Inschrift:
Maria, Königin des Friedens, heiße ich,
den Frieden der Welt erflehe ich,
den Frieden der Herzen erbete ich,
zum ewigen Frieden geleite ich Dich.